# Руський Кукмор
Ру́ський Кукмо́р (рос. Русский Кукмор, марій. Руш Кукмор) — присілок у складі Медведевського району Марій Ел, Росія. Адміністративний центр Русько-Кукморського сільського поселення.
В радянські часи окремо існували два населених пункти — Руський Кукмор та Актугансола.

## Населення
Населення — 1809 осіб (2010; 1717 у 2002).
Національний склад (станом на 2002 рік):
- лучні марійці — 62 %
- росіяни — 34 %

## Люди
В присілку народився Вершинін Рафаїл Степанович (1931—2006) — військовий диригент.